# GOES 9
El GOES 9, conegut com a GOES-J abans d'entrar en servei, va ser un satèl·lit meteorològic operat per la National Oceanic and Atmospheric Administration dels Estats Units com a part del sistema Geostationary Operational Environmental Satellite. Va ser llançat en el 1995, i va funcionar fins al 2007 quan va ser retirat i va ser elevat a una òrbita cementiri. En el llançament, el satèl·lit tenia una massa de 2.105 kg, i una vida útil prevista de funcionament de tres anys. Va ser construït per Space Systems/Loral, basat en el model de satèl·lit LS-1300, i va ser el segon dels cinc satèl·lits de la sèrie GOES-I en ser llançat.

## Llançament

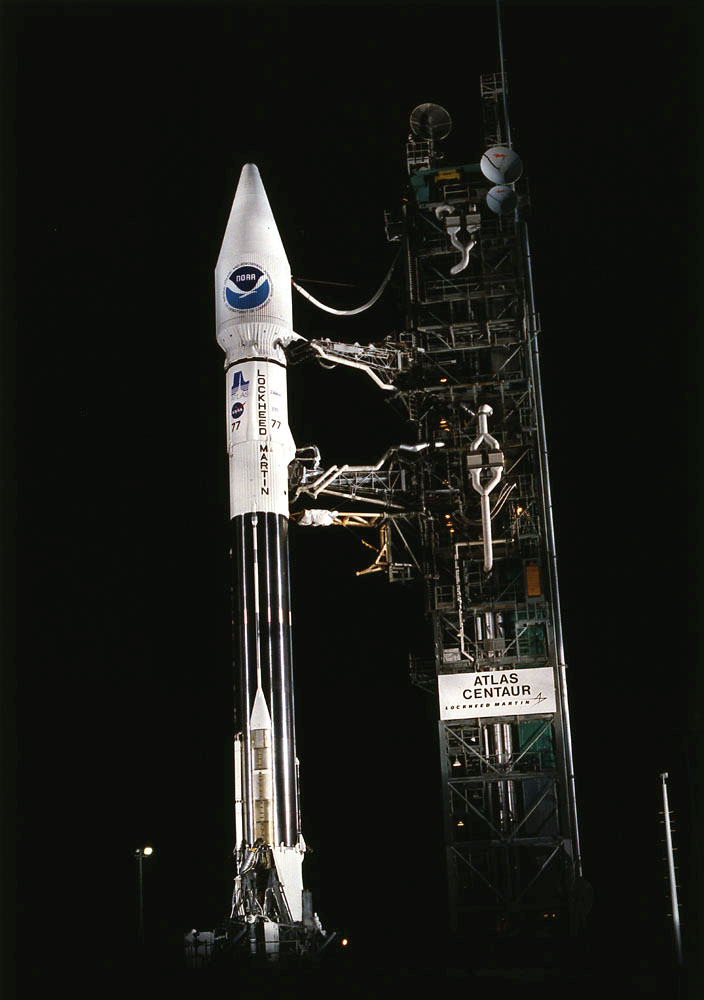
El GOES-J en un Atlas I abans del llançament

El GOES-J va ser llançat des d'un coet Atlas I de International Launch Services, enlairant-se des del Launch Complex 36B al Cape Canaveral Air Force Station. El llançament es va produir a les 05:52:02 GMT del 23 de maig. Després del llançament es va col·locar en una òrbita geoestacionària a una longitud de 90° Oest per les proves en òrbita. Quan això es va completar, es van traslladar a 135° Oest, on va assumir les operacions GOES-WEST.

## Operacions
El GOES 9 va patir d'una fallada de disseny amb el Imager i el Sounder, amb un dels dos conjunts fallant en el 1997. Si l'altre també hagués fallat, hauria fet que el sistema deixi de funcionar. Aquesta error també es va produir en el satèl·lit GOES 8, però, es va corregir abans que el GOES 10 fos llançat.
En el juny de 1998, el GOES 9 va experimentar un problema amb un dels seus dos volants de reacció, que s'utilitza per controlar la seva orientació. S'estava consumint més energia del que s'esperava, i amb la generació de soroll, visible en algunes de les imatges que es van rebre. Després que l'altra roda va començar a desenvolupar el mateix problema, al juliol, es va prendre la decisió de substituir el GOES 9 amb el satèl·lit de recanvi, GOES 10. El GOES 10 es va fer càrrec de les imatges al final de juliol, i va arribar a 135° Oest a l'agost. Després de la substitució, el GOES 9 es va moure de nou a 105° Oest, i es va col·locar en emmagatzematge com a recanvi. Es va reactivar el desembre de 2001 per a l'avaluació de la seva càmera i les rodes de reacció, després de la qual cosa es va tornar a col·locar en emmagatzematge.

## Substitució del GMS-5
En el 2003, el GOES 9 va ser reactivat de nou, i arrendat a la Japan Meteorological Agency com un reemplaçament per al satèl·lit GMS-5 a 155° Est, després que es pretengués la substitució, el MTSAT-1, no va aconseguir arribar a l'òrbita. Es va mantenir en aquesta posició fins que el MTSAT-1R va començar a funcionar el novembre de 2005, moment en el qual el GOES 9 es desactiva de nou i es col·loca en emmagatzematge. Va ser retirat permanentment de servei i elevat a una òrbita cementiri el 14 de juny de 2007.